# Незванкин, Дмитрий Владимирович
Дмитрий Владимирович Незванкин (род. 11 октября 1993, Казань, Россия) — российский профессиональный баскетболист, играющий на позиции разыгрывающего защитника.

## Карьера
Незванкин воспитанник казанской школы баскетбола, с 2013 по 2015 года выступал за молодёжную команду УНИКСа. В чемпионате Единой молодёжной лиги ВТБ 2014/2015 был самым результативным игроком команды, набирая по 17,8 очка в среднем за матч. В полуфинале с «Химками-2» он забил важный трёхочковый на последней минуте матча и УНИКС-2 вышел в финал турнира, где уступил ЦСКА-2. По итогам турнира, Дмитрий был включён в символические пятёрки регулярного сезона и «Финала восьми».
В мае 2015 года Незванкин подписал контракт с основной командой УНИКСа по схеме 2+1.
В сезоне 2015/2016 Дмитрий провёл за УНИКС 15 матчей в Единой лиге ВТБ, получая по 5 минут игрового времени в среднем за матч и набирая 1,5 очка. В Еврокубке Незванкин выходил на паркет в 2 матчах.
В августе 2016 года Незванкин перешёл в «Урал» на правах аренды. В чемпионате Суперлиги Дмитрий провёл 31 игру, с результативностью 10,3 очка, 1,8 подбора, 1,6 результативные передачи и 0,9 передачи.
В августе 2017 года УНИКС и Незванкин расторгли контракт по обоюдному согласию и Дмитрий подписал полноценный контракт с «Уралом».
В июле 2018 года перешёл в другой клуб из Екатеринбурга — «Уралмаш». В 28 матчах Дмитрий набирал 11,1 очка, 3,5 передачи и 2,5 подбора в среднем за игру.
По окончании сезона 2018/2019 «Уралмаш» объявил, что Незванкин остаётся в команде ещё на 1 сезон, но в октябре 2019 года Дмитрий перешёл в «Руну».
В июле 2020 года Незванкин подписал контракт с «Темп-СУМЗ-УГМК». В составе ревдинской команды Дмитрий стал победителем Кубка России и бронзовым призёром Суперлиги-1.
Летом 2022 года Незванкин перешёл в «Химки» с которыми стал бронзовым призером Суперлиги.

## Стритбол
12 июля 2014 года в Казани Незванкин стал победителем российского этапа Red Bull King of the Rock 1х1. В финальном матче Дмитрий победил москвича Василия Федосова со счётом 7:4. Помимо денежного приза, Дмитрий был удостоен поездки на мировой финал турнира.
Местом проведения мирового финала стал остров Самасана, что на юго-востоке Тайваня. Незванкин выбыл из турнира во втором раунде. Ему достался самый габаритный участник турнира, и Дмитрий не смог применить свой потенциал, в особенности, под кольцом.

## Достижения
- Серебряный призёр Суперлиги: 2023/2024
- Бронзовый призёр Суперлиги (2): 2020/2021, 2022/2023
- Обладатель Кубка России: 2020/2021
- Серебряный призёр Единой молодёжной лиги ВТБ: 2014/2015

## Статистика
| Сезон                                                                                   | Команда   | Лига            | GP | GS | MPG | FG%  | 3P%  | FT%  | RPG | APG | SPG | BPG | PPG |  |
| 2014/15                                                                                 | УНИКС     | Единая лига ВТБ | 1  | 0  | 3,1 | 0,0  | 0,0  | 0,0  | 0,0 | 0,0 | 0,0 | 0,0 | 0,0 |  |
| 2015/16                                                                                 | Все клубы | Все лиги        | 17 | 0  | 4,6 | 34,6 | 18,8 | 57,1 | 0,4 | 0,3 | 0,2 | 0,1 | 1,5 |  |
| 2015/16                                                                                 | УНИКС     | Единая лига ВТБ | 15 | 0  | 5,0 | 33,3 | 20,0 | 60,0 | 0,4 | 0,3 | 0,2 | 0,1 | 1,5 |  |
| 2015/16                                                                                 | УНИКС     | Еврокубок       | 2  | 0  | 2,1 | 50,0 | 0,0  | 50,0 | 0,0 | 0,0 | 0,0 | 0,0 | 1,5 |  |
|                                                                                         |           | Всего           | 18 | 0  | 4,6 | 33,3 | 17,6 | 57,1 | 0,3 | 0,3 | 0,2 | 0,1 | 1,4 |  |
| Наведите курсор мыши на аббревиатуры в заголовке таблицы, чтобы прочесть их расшифровку |           |                 |    |    |     |      |      |      |     |     |     |     |     |  |